# Terra Lliure
|  | Per a altres significats, vegeu «Terra Lliure (desambiguació)». |

Terra Lliure fou una organització armada independentista catalana, d'ideologia socialista, fundada el 1978 amb l'objectiu de crear un estat socialista independent als Països Catalans, que va abandonar la lluita armada el 1991 i es va autodissoldre de manera oficial el 1995. Alguns dels seus dirigents i militants van ingressar després a Esquerra Republicana de Catalunya (ERC) i els presos de l'organització van sortir de la presó després de ser indultats o de complir condemna.
La majoria dels militants provenien de l'Exèrcit Popular Català (EPOCA), del Front d'Alliberament Català (FAC) i del Partit Socialista d'Alliberament Nacional (PSAN). Durant la seva existència, van ser detingudes més de 300 persones que les forces de seguretat de l'Estat espanyol van vincular amb l'organització.
Terra Lliure va emprendre més de dues-centes accions armades als Països Catalans, provocant la mort de 5 persones i ferint-ne algunes desenes. Quatre d'aquests cinc eren militants de l'organització, que van perdre la vida durant la preparació d'operatius armats.
La justícia i les forces de seguretat de l'estat espanyol consideraven el grup com una banda terrorista. També l'Associació Catalana de Víctimes d'Organitzacions Terroristes (ACVOT) considera que fou una banda terrorista.

## Història

### Formació i primeres accions
La idea de creació d'un grup armat independentista català neix el 1978 arran d'una reunió a la Catalunya Nord, anomenada en clau "Els acords de Sarasola".
Terra Lliure es va donar a conèixer oficialment en un acte de la Crida a la Solidaritat en Defensa de la Llengua, la Cultura i la Nació Catalanes en el Camp Nou de Barcelona, el 23 de juny del 1981, en el marc de la campanya Som una Nació. En el seu primer comunicat públic, amb el títol "Crida de Terra Lliure", es defineix com una "organització revolucionària que lluita per la independència total dels Països Catalans" i fa una crida a la "lluita contra el procés de destrucció sistemàtica a què està sotmesa la nostra nació"; destrucció que concreta en diversos punts, el primer dels quals es refereix a la "destrucció política que suposa la separació dels Països Catalans en tres regions autònomes amb llengües i símbols diferents, institucions diferents...". Aquesta declaració de principis, datada en els "Països Catalans" el 24 de juny de 1981, es tanca amb les proclames: "Visca la Terra! Independència o mort! Visca la lluita armada! Una sola nació, Països Catalans!".
El 26 de gener de 1979 havia mort, abatut per la Policia espanyola en un control, el membre de l'organització Martí Marcó, de 19 anys. Poc després, el 2 de juny, moria un altre militant, Fèlix Goñi, en esclatar-li una bomba que manipulava. Un altre membre de l'escamot, Quim Pelegrí, va resultar greument ferit en esclatar-li una bomba a Barcelona. A partir de la documentació recollida, van ser detinguts Frederic Bentanachs i Griselda Pineda, acusats de formar el "braç armat" d'IPC. El 1979 l'organització va rebre entrenament d'ETA a canvi de la comissió d'accions en nom d'aquesta.

### Primera Assemblea
Durant l'any 1980 s'incorporen nous militants provinents d'altres projectes anteriors on la lluita armada era el referent principal: exmembres d'EPOCA (Exèrcit Popular Català) o el FAC (Front d'Alliberament Català), o altres organitzacions independentistes, com el PSAN (Partit Socialista d'Alliberament Nacional) o IPC (Independentistes dels Països Catalans).
El 1981 Terra Lliure segresta, després del cop d'estat del 23-F, el 21 de maig el periodista Federico Jiménez Losantos, que s'havia convertit en objectiu de l'organització per haver convocat el Manifest dels 2300 en contra del català i del seu ensenyament a les escoles públiques. Va ser alliberat el mateix dia, en una pineda a la vora de Santa Coloma de Gramenet, després que el militant Pere Bascompte li disparés un tret a la cama. El desembre del mateix any, la policia deté una vintena de persones, molts d'ells militants d'Independentistes dels Països Catalans (IPC) com ara les germanes Eva i Blanca Serra i Puig, però només queden empresonats el mateix Pere Bascompte i Jaume Llussà, acusats de pertànyer a Terra Lliure, mentre que la resta són alliberats.
La 1a Assemblea de l'organització es va celebrar el 1982 a la Catalunya Nord (Rosselló), entre els dies 16 i 17 de setembre, la primera part, i el 13 i 14 de novembre, la segona. Pocs dies després, el 15 i el 16 de novembre del 1982, la policia anuncia la descoberta d'un amagatall amb explosius i armament a la serra de Collserola i aplica la llei antiterrorista a diverses persones, però només Carles Benítez i Xavier Montón resten empresonats.
Arran les detencions de militants, es produeix una crisi perquè la direcció de l'organització no acceptava la crítica que es genera. Aquesta crisi resulta en l'expulsió d'alguns militants dissidents que volien aturar l'activitat per entrar en una etapa de reflexió sobre el futur de l'organització en la qual participessin les organitzacions independentistes PSAN i IPC, i d'altres grups que participaven en la construcció del MDT (Moviment de Defensa de la Terra) com a aglutinador de l'independentisme. Aquesta crisi es va traslladar i va acabar debilitant l'IPC.

### Segona Assemblea

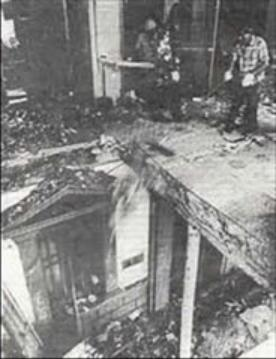
Estat en què van quedar les oficines dels jutjats a les Borges Blanques el 10 de setembre de 1987 com a resultat d'un artefacte explosiu. Emília Aldomà, de 62 anys, va morir de resultes de l'accident en enderrocar-se una paret del seu domicili, situat al costat dels jutjats.

El 26 de gener del 1984 se celebra la II Assemblea, en la qual s'aproven els Estatuts i la Declaració de Principis. El febrer del 1984, l'organització llença una revista anomenada "Alerta", el seu mitjà de comunicació, on es publicarien els comunicats oficials, les accions dutes a terme i el que l'organització volia fer arribar al poble català.
El 18 de juliol del 1984, en un atemptat a Alzira, va morir el militant Toni Villaescusa, que es convertiria en la icona del següent 11 de setembre, en què l'organització va mostrar la seva adhesió al Moviment de Defensa de la Terra.
A primers del 1985 es produí una operació contra la direcció de l'organització: el 19 de gener a Puigcerdà, de Jaume Fernàndez i Calvet, Montserrat Tarragó i Carles Sastre, refugiats des d'anys enrere a la Catalunya Nord i el 20 de gener, a Barcelona, Enric Pascual i a Alcanar (Montsià), Josep Lluís Rovira. Tots cinc són conduïts a l'Audiència Nacional. El 22 de gener es torna a detenir Pere Bascompte a Perpinyà. Uns altres independentistes i refugiats són interrogats i retinguts. Finalment, els casos d'Enric Pascual i Josep Lluís Rovira queden arxivats i queden en llibertat després de pocs dies. El 16 de desembre, el militant Joaquim Sànchez mor en esclatar-li l'artefacte que estava preparant i en relació amb aquest fet és detingut Jordi Cort.
El febrer del 1986 Terra Lliure anuncia l'inici d'una campanya contra la celebració dels Jocs Olímpics a Barcelona. Són detinguts, Joan Mateu i Antoni Ribas, acusats de pertànyer a Terra Lliure. Joan Mateu quedaria en llibertat i el seu cas arxivat.
El setembre de 1987 una bomba posada en el Jutjat de les Borges Blanques (les Garrigues) va provocar la caiguda d'una paret que matà la veïna Emília Aldomà i Sans. Aquest fet farà replantejar les accions de l'organització a partir d'aquell moment.

### Tercera Assemblea
A la III Assemblea, l'estiu del 1988, es desenvoluparen tres documents per teoritzar i analitzar la realitat social del Moviment d'Alliberament Nacional. L'organització aprovà un pla per al futur any olímpic, però una part dels membres començà a desmarcar-se'n a causa de la profunda crisi que es vivia en l'independentisme combatiu, especialment de l'MDT. Així doncs, s'entrà en una etapa amb poques accions armades a partir dels anys 90, inclosa la destrucció de la Santa María de Barcelona.

### Quarta Assemblea
Després del 1991, una facció (la IV Assemblea) liderada per Pere Bascompte abandona la lluita armada.
Aquest fou el comunicat d'abandonament de les armes per part de Terra Lliure (IV Assemblea):
| « | Terra Lliure, organització militar que lluita per la independència total de Catalunya, s'adreça per darrer cop al poble català per a comunicar els següents acords: Vista la bona marxa de les negociacions polítiques establertes entre els dirigents independentistes procedents de Catalunya Lliure i d'ERC, havent comprovat el sentit de profunda responsabilitat política d'ERC en el procés vers la independència i havent considerat la demanda realitzada por la direcció d'ERC a la ronda de converses, la direcció executiva de Terra Lliure ha acordat, amb la consulta i l'acord previs amb cadascú/una dels seus militants i col·laboradors/es, reconsiderar la posició inicial de treva unilateral i indefinida i aprovar l'autodissolució de la nostra organització. | » |

El partit català Esquerra Republicana de Catalunya va fer de mitjancer per a la reinserció dels presos i per a la integració dels membres de l'organització en el partit, tot seguint el model de la via lituana no violenta per assolir la independència.
L'autodissolució va suposar, a la pràctica, la fi de les activitats de Terra Lliure. Alguns elements, però, no acceptaren l'abandonament de la lluita armada i continuaren amb accions terroristes dins les files d'ETA, com Joan Carles Monteagudo, integrant del "Comando Barcelona" que perpetrà els atemptats de Sabadell i la casa-caserna de la Guàrdia Civil de Vic, que ocasionaren 16 víctimes mortals. Monteagudo va morir en 1991 durant un enfrontament amb la policia.

### Dissolució de Terra Lliure IV Assemblea

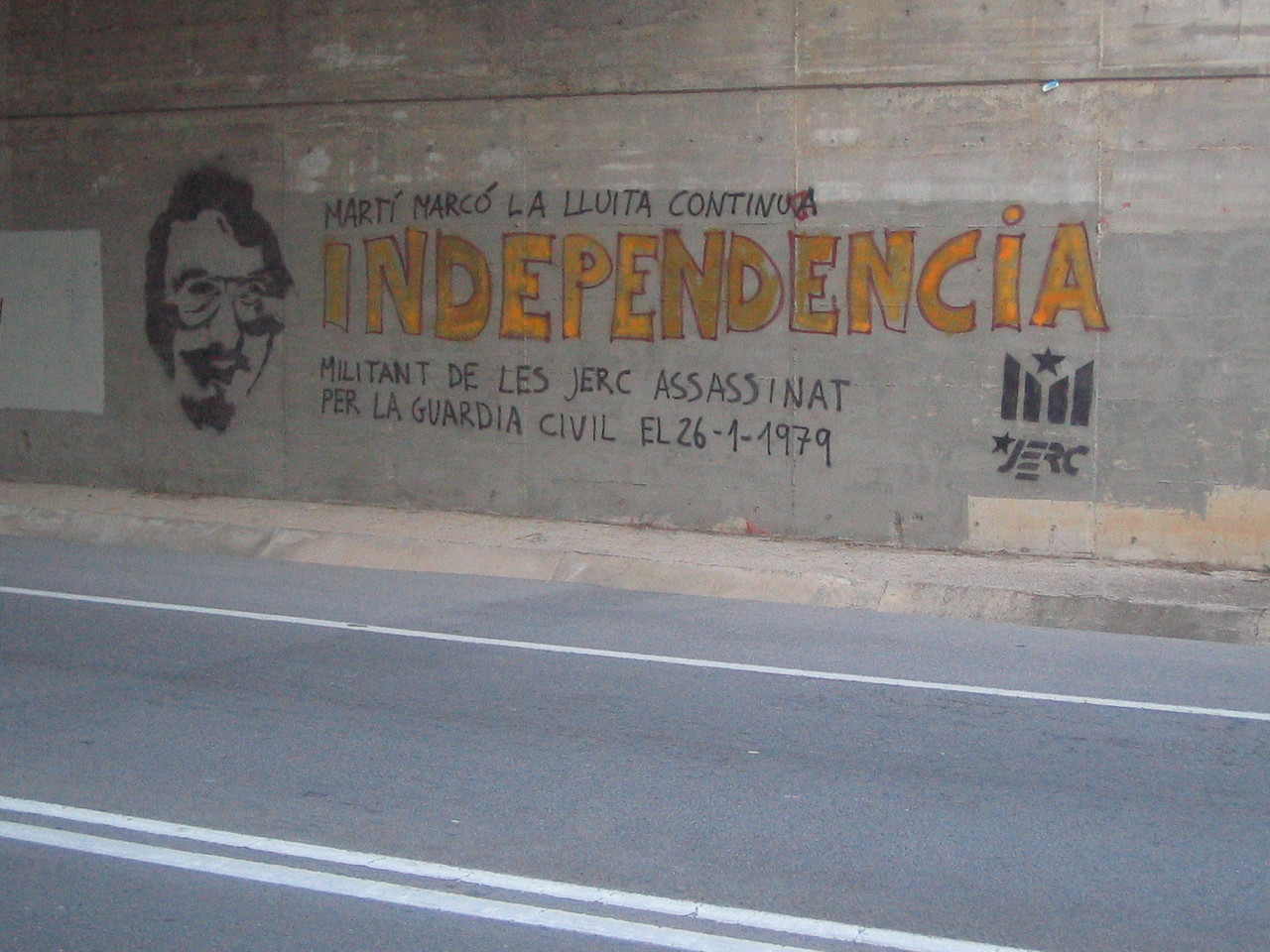
Mural a Sabadell en homenatge a Martí Marcó, mort per la policia en un control.

Un factor important en la desaparició de Terra Lliure fou la divisió i fragmentació de l'independentisme combatiu. La constant divisió que patia el moviment independentista revolucionari contemporani (PSAN, IPC, MDT) tenia com a conseqüència la divisió a Terra Lliure. Aquesta divisió també és necessària per entendre l'operació política d'ERC, molt lligada a la divisió de Terra Lliure.
El 1986, un dels corrents dominants de l'MDT, el més proper al PSAN, va promoure la idea de configurar un Front Patriòtic que s'adrecés al conjunt de la societat catalana, sense fraccionaments, amb estratègia interclassista i suavitzant els plantejaments anticapitalistes i de lluita de classes, on es distingís clarament entre autonomistes i espanyolistes. Això va donar lloc a una ponència oposada, coneguda com a PIC ("Per una Política Independentista i de Combat"), plantejada per IPC, el col·lectiu de presos i refugiats i pels Comitès de Solidaritat amb els Patriotes Catalans (CSPC). Aquest sector considerava que l'independentisme no es podia limitar a una simple reivindicació, sinó que calia configurar el nou model de societat a través de propostes directament adreçades a les classes populars. Aquestes dues posicions van provocar un enfrontament, que es va evidenciar a la II Assemblea Nacional de l'MDT, celebrada a principis de 1987. A finals d'aquesta II Assemblea Nacional, va produir-se la divisió. Tal com afirma Jaume Renyer, "aquesta divisió va repercutir també al si de les organitzacions sectorials de l'independentisme combatiu, que van veure com les seves sigles es duplicaven de la nit al dia o desapareixien com a referents unitaris". Es tracta d'organitzacions com els CSPC.
Terra Lliure tampoc es va escapar de la divisió, i va patir una escissió que la va afectar greument, a partir del 1989, amb Terra Lliure III i IV Assemblea. A partir d'aquí comença a tenir importància l'operació d'ERC, lligada a aquest context de divisió.
L'operació d'ERC, liderada per Àngel Colom, que havia pujat al capdavant d'ERC el 1989, estava centrada en l'intent d'aglutinar tot el moviment independentista en un projecte únic i integrat dins les institucions i la pràctica política convencional. Colom i el seu entorn, van provar de convèncer un dels líders històrics de l'organització, Pere Bascompte, d'abandonar la lluita i afegir-se a aquesta unió independentista que pretenia ser ERC. Bascompte, que encapçalava el sector Terra Lliure IV Assemblea va acceptar. El juny de 1991, es va publicar a la revista Alerta de la IV Assemblea un document titulat "Davant el procés d'unitat europea, l'opció democràtica cap a la independència", elaborat pel sector de Pere Bascompte. Es proposava adequar a la nova realitat les estratègies per aconseguir uns objectius polítics als quals no renunciava a priori. Aquestes anàlisis produïdes a través de reflexions dins el sector IV Assemblea, més dues ràpides trobades amb la direcció d'Esquerra Republicana de Catalunya, portarien a la roda de premsa conjunta on s'anunciava la treva indefinida de Terra Lliure. Aquest anunci van provocar les acusacions per part del sector MDT-PIC i de part del sector MDT- Front Patriòtic de parlar en nom de tot Terra Lliure, sabent que aquesta estava dividida, i que un dels sectors era contrari a la integració a ERC.
Produïda l'autodissolució ja esmentada el 1991, Àngel Colom s'apuntaria el fet com un èxit polític.

### Operació Garzón
Atès que alguns membres de Terra Lliure estaven disposats a continuar les accions violentes i van col·locar una desena d'artefactes explosius, i que ETA tenia a Catalunya informadors, col·laboradors, i fins i tot algun membre català, el juny de 1992, poc abans de la celebració dels Jocs Olímpics d'Estiu de 1992 es produí la detenció, per sorpresa i en circumstàncies que van causar força polèmica, d'uns seixanta exmilitants de l'organització, en el marc de l'anomenada Operación Garzón dirigida pel magistrat del jutjat n. 5 de l'Audiència Nacional, Baltasar Garzón i executada per la Guàrdia Civil, que poc abans havia patit l'atemptat de Vic de 1991. Aquest fet impactà força la societat catalana, ja que les detencions, que es van perllongar fins al desembre foren bastant indiscriminades, que l'opinió pública considerava que Terra Lliure ja havia cessat les seves activitats en autodissoldre's en 1991 i es considerava el tema ja superat.
Sembla que el detonant de l'esmentada Operación Garzón, va ser la infiltració d'un agent doble en la banda, Josep Maria Aloy. Aquest "talp", va rebre formació i ajut tècnic de Mikel Lejarza (àlies Lobo) l'agent que s'havia infiltrat a l'organització armada ETA sota l'autorització del jutge Baltasar Garzón. En cap dels judicis celebrats es va fer referència a l'infiltrat, cosa que va fer sospitar d'ell a la resta de detinguts.
Quinze dels detinguts presentaren una demanda contra Espanya davant el Tribunal Europeu de Drets Humans al·legant haver patit tortures. El 2 de novembre de 2004, el Tribunal emeté el seu dictamen. En ell si bé es desestimaven les al·legacions de tortures per manca de proves, condemnava l'Estat Espanyol per no haver realitzat una investigació profunda i efectiva dels fets, d'acord amb l'article 3 del Conveni Europeu de Drets Humans, a fi de comprovar si aquestes havien tingut lloc efectivament, considerant que la investigació efectuada no havia estat exhaustiva. Espanya fou condemnada a indemnitzar els demandants amb 8.000 euros cadascú pels danys morals. Així mateix s'imposà a l'Estat Espanyol el pagament de 12.009 euros en concepte de costes legals.

### Dissolució de Terra Lliure III Assemblea
La dissolució formal de Terra Lliure III Assemblea fou feta pública el dia 11 de setembre del 1995, la Diada Nacional de Catalunya. Els presos de l'organització acabaren essent alliberats, alguns fins i tot després de negar-se a tota mesura de benefici penitenciari.

## Documentals
- Terra Lliure, punt final (David Bassa, 2007)
- Retorn a la terra lliure (Oriol Gispert, Marc Balfagón, Jordi Sanglas i Marc Parramon, 2008)
- L'Operació Garzón contra l'independentisme català (Eduard Miguel, 2012)